# Симпсон, Джон Александр
Джон Александр Симпсон (англ. John Alexander Simpson; 3 ноября 1916, Портленд — 31 августа 2000, Чикаго, Иллинойс) — американский физик, участник Манхэттенского проекта, один из учредителей Бюллетеня учёных-атомщиков, член Национальной академии наук США.

## Биография
Симпсон родился в Портленде, штат Орегон. В школьные годы он увлекался игрой на кларнете и саксофоне и получил признание за свою виртуозность. Он получил степень бакалавра гуманитарных наук в Рид-колледже в 1940 году, степень магистра в Нью-Йоркском университете в 1942 году и докторскую степень в 1943 году там же.
В 1943 году Симпсона пригласили работать в Чикагский университет. Волни Уилсон, администратор Металлургической лаборатории университета, попросил его помощи в создании приборов для измерения высоких уровней радиоактивности. Так Симпсон стал руководителем группы в Манхэттенском проекте. Его первым изобретением стал пропорциональный счётчик альфа-частиц в потоке газа (для измерения количества плутония по следам его распада).
С 1945 года Симпсон работал в Чикагском университете в качестве преподавателя физического факультета. В этот период он оказал помощь сенатору Брайену Макмахону в разработке закона о передаче контроля над атомными технологиями в руки гражданской администрации. Закон об атомной энергии был принят в 1946 году.
С 1946 года Симпсон занялся исследованием космического излучения. Для этого он разработал монитор нейтронов — прибор, который впоследствии получил широкое распространение.
В 1957 году, после запуска Советским Союзом первого искусственного спутника Земли, Симпсон обратился к Лоуренсу Кимптону, ректору Чикагского университета, и при его поддержке приступил к разработке небольших лёгких детекторов частиц, пригодных для запуска в космос. Его первый детектор частиц был запущен в космос на зонде Пионер-2.
В 1962 году Симпсон и профессор Питер Мейер при поддержке НАСА создали Лабораторию астрофизики и космических исследований (LASR) в Институте Энрико Ферми Чикагского университета.
Симпсон умер 31 августа 2000 в Чикаго от пневмонии после успешной операции на сердце. В год его смерти разработанные им инструменты в космосе отправляли на Землю данные уже почти 40 лет.

## Общественная деятельность
7 августа 1945 года, на следующий день после атомной бомбардировки Хиросимы, Симпсон и его коллеги создали организацию учёных-атомщиков Чикаго, чтобы выступить против дальнейшего использования ядерного оружия и содействовать мирному использованию ядерной энергии под международным контролем. Симпсон был первым председателем группы. Также Симпсон был соучредителем Бюллетеня учёных-атомщиков. Во время холодной войны он способствовал сотрудничеству в исследованиях и свободному обмену идеями между советскими и западными учеными.

## Награды и признание
Симпсон был избран членом Национальной академии наук в 1959 году. Он был награждён премией Бруно Росси Американского астрономического общества в 1991 году за вклад в астрофизику высоких энергий и медалью Хенрика Арцтовского Национальной академии наук в 1993 году. В июне 2000 года он был награждён медалью Уильяма Боуи Американского геофизического союза.